# 탑보이
탑보이(Top Boy)는 로난 베넷이 제작하고 각본을 맡은 영국 TV 범죄 드라마 시리즈이다. 이 시리즈는 해크니구에 있는 가상의 Summerhouse 부지를 배경으로 하며 두 마약상 Dushane(에슐리 월터스)와 Sully(카노 (래퍼))와 런던의 마약 거래 및 갱단 폭력에 연루된 다른 사람들에 초점을 맞추고 있다.
시즌 5개에 걸쳐 총 32개의 에피소드가 있다. 처음의 두 시리즈는 각각 4개의 에피소드와 함께, 채널 4번에 방송되었는데, 첫번째 시리즈는 2011년 10월 31일 부터 11월 3일까지 4일에걸쳐 방송되었고, 두번째 시리즈는 8월 20일부터 9월 10일까지 방송이 되었다.
캐나다 래퍼 드래크의 말에 따르면, 그것은 2017년에 넷플릭스에서 공개 되었고, 애쉴리 월터와 캔 로빈슨과 함께 원래의 승무원처럼, 드래크와 그의 팀이 행정적인 측면에서 그들의 역할을 반복하였다. 시즌 3~5는 2019년 9월부터 2023년 3월까지 넷플릭스에서 공개되었다.